# Jan Chruśliński
Jan Chruśliński (ur. 11 marca 1937 w Busku-Zdroju) – polski pisarz, publicysta, historyk, emerytowany pułkownik Wojska Polskiego. 
Laureat wielu nagród literackich, m.in. nagrody literackiej im. Stefana Żeromskiego 2014 oraz nagrody literackiej Festiwalu „Orzeł” 2016. Otrzymał Odznakę Honorową "Zasłużony dla Kultury Polskiej". Jest członkiem Związku Literatów Polskich oraz Warszawskiego Klubu Przyjaciół Ziemi Kieleckiej w Warszawie. Był kolarzem w kadrze LZS. Publikuje w pismach: Przegląd Dziennikarski, Tygodnik Artystyczno-Literacki, Świętokrzyski Kwartalnik Literacki oraz Buski Kwartalnik Edukacyjny. Na kanwie jego życia i twórczości powstało studium monograficzne Krystyny Cel pt. Z twórczą pasją przez życie. Portret literacki Jana Chruślińskiego, Kielce 2018, ISBN 978-83-7273-924-7.

## Publikacje książkowe
- Rozstania i powroty (2009)
- Tak było… wspomnienia oficera wojsk drogowych (2010, nagroda Szefa Transportu i Ruchu Wojsk WP, 2015), ISBN 978-83-88274-79-4
- Życie wpisane w historię (2012), ISBN 978-83-7273-931-5
- Starość zaczęła się wczoraj… (2013) (główna nagroda w dziedzinie literatury na I Polskim Festiwalu Sztuki „Orzeł” 2016), ISBN 978-83-7273-891-2
- Miłość i wojna (2015) (nagrodzona nagrodą literacką im. Stefana Żeromskiego), ISBN 978-83-7273-803-5
- Z Chrobrza na wojenną tułaczkę (2016), ISBN 978-83-7273-854-7
- Złapcie go {2019}, ISBN 978-83-7273-958-2
- Wygrać z samym sobą (2021), ISBN 978-83-958883-4-2